# Live in London (album, Deep Purple)
Live in London je koncertní album skupiny Deep Purple. Záznam byl pořízen 22. května 1974 v Kilburn State Gaumont pro rozhlasovou stanicí BBC, na vinylu však nebyl vydán až do roku 1982. Na koncertu vystoupila sestava označovaná jako Mark 3: Blackmore/Coverdale/Hughes/Lord/Paice, která též nahrála album Burn.

## Seznam stop
Autory písní byli David Coverdale, Ritchie Blackmore, Jon Lord a Ian Paice, pokud není označeno jinak.
1. Burn" – 6:53
2. Might Just Take Your Life – 4:36
3. Lay Down, Stay Down – 4:56
4. Mistreated (Coverdale, Blackmore) – 11:47
5. Smoke on the Water (Ian Gillan, Blackmore, Roger Glover, Lord, Paice) – 10:22
6. You Fool No One – 18:04

- Space Truckin' (Gillan, Blackmore, Glover, Lord, Paice) – 29:52 skladba byla nahráno též na tomto představení, avšak nebyla vydána až do roku 2002, kdy se objevila na box-setu Listen, Learn, Read On.

## Obsazení
- Ritchie Blackmore – elektrická kytara
- David Coverdale – zpěv
- Glenn Hughes – baskytara, zpěv
- Jon Lord – klávesy
- Ian Paice – bicí